# Korsfjord

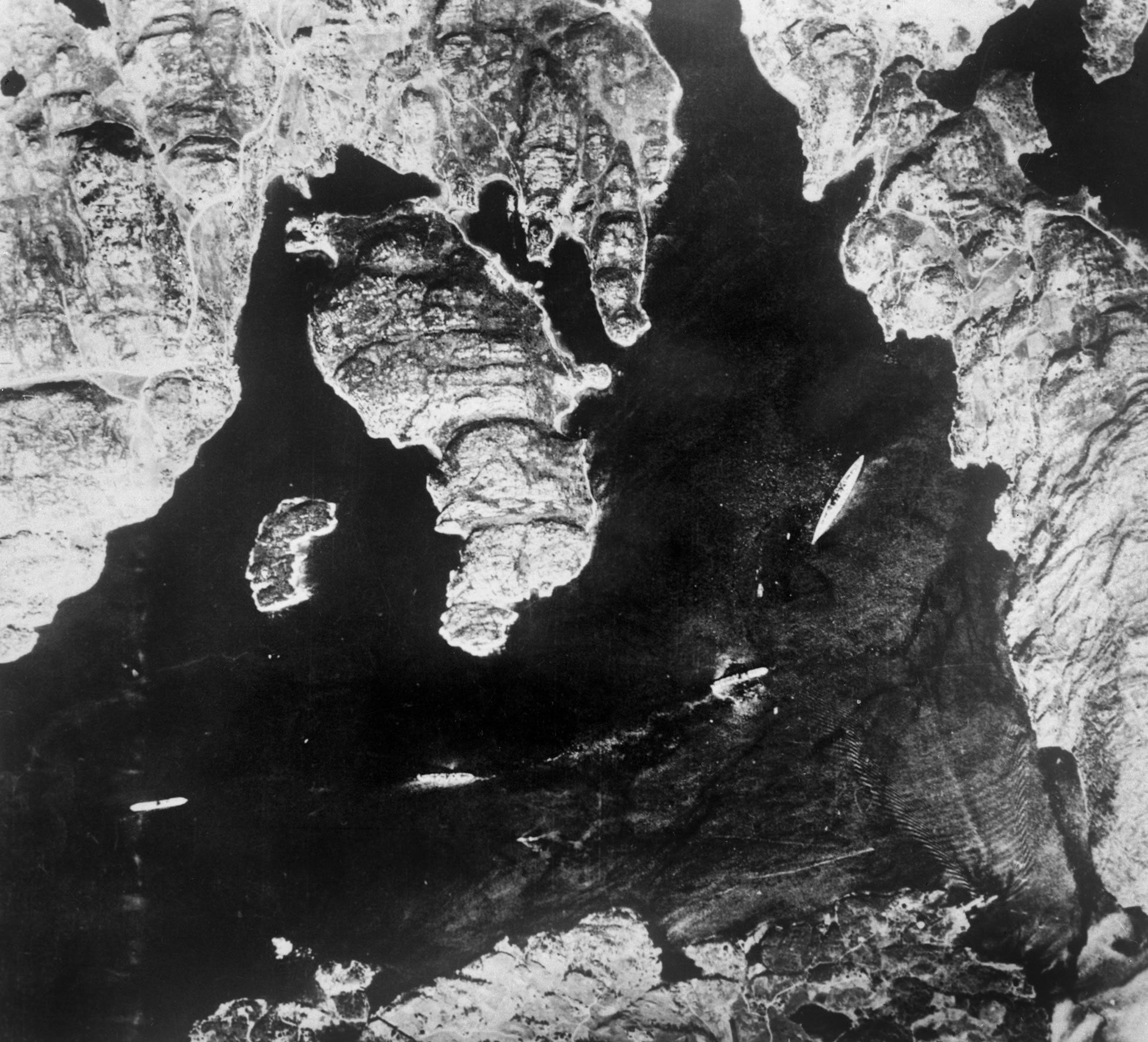
Il Korsfjord in una foto scattata dal tenente Michael Suckling, a bordo di uno Spitfire, raffigurante la nave da battaglia Bismarck nel 1941

Il Korsfjord è un fiordo della Norvegia situato nel distretto di Trondheim. Durante la seconda guerra mondiale, nella Norvegia occupata dai nazisti, ospitò la nave da battaglia Bismarck durante l'Operazione Rheinübung.

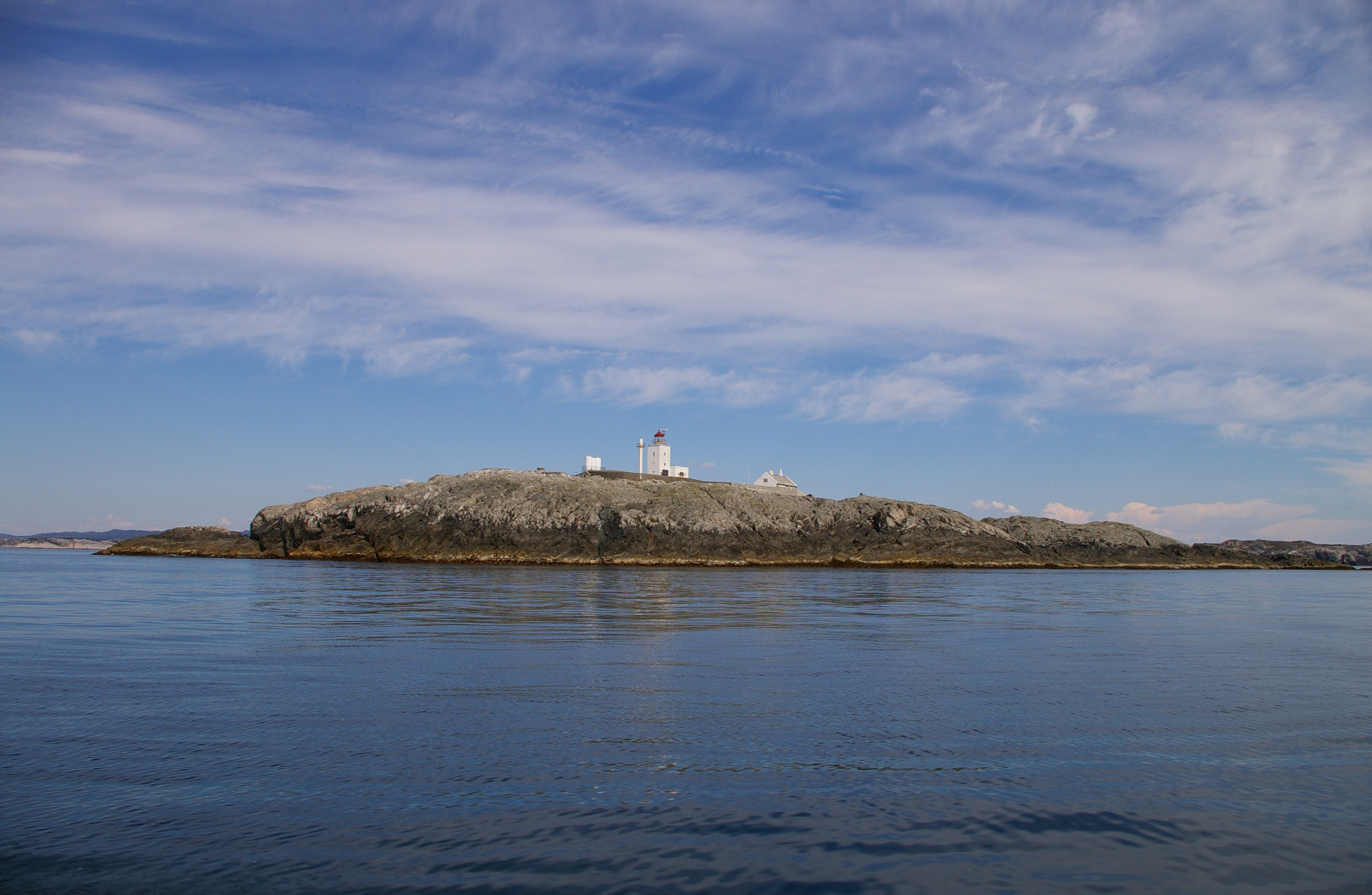
Il faro di Marstein in una giornata estiva del 2008

Il suo ingresso è presidiato dal faro di Marstein. La sua pianta ottagonale era stata costruita nel 1887, e durante l'occupazione tedesca venne bombardato due volte e ricostruito in due riprese nel 1949 e 1950 con una torre quadrata.
Sull'area del fiordo dovrebbe essere costruito un tunnel che interessi le municipalità di Austevoll e Fjell.